# Michelle Meyrink
Michelle Meyrink (Vancouver, 1 de setembro de 1962) é uma professora e ex-atriz canadense.

## Início de vida
Meyrink nasceu em 1 de setembro de 1962, em Vancouver, Colúmbia Britânica, Canadá, e começou a atuar ainda jovem.

## Carreira de atriz
Ela atuou em papéis na década de 1980, tanto na televisão quanto em longas-metragens, principalmente interpretando adolescentes excêntricas. Participou de muitos filmes de comédia, incluindo Valley Girl, de 1983, como Suzi Brent, e The Outsiders, como a melhor amiga de Cherry Valance, Marcia. Em 1984, participou como convidada especial na série de televisão Family Ties, como a amiga de Mallory (e a mais recente paixão do vizinho Skippy).
Ela é mais lembrada como a nerd Judy na comédia The Revenge of the Nerds, de 1984, e como a garota prodígia hiperativa Jordan Cochran no filme Real Genius, de Martha Coolidge, de 1985. Seu último papel em Hollywood foi no filme Permanent Record, de 1988.

## Pós-atuação
Meyrink desistiu da carreira de atriz em 1989, afirmando que queria mais da vida do que a profissão oferecia. Durante esse período de transição, ela se interessou pela prática do budismo zen. Ela se mudou por um tempo para a República Dominicana para ficar perto de parentes que moravam lá. Mais tarde, Meyrink retornou à sua cidade natal, Vancouver, onde, em 1996, conheceu seu futuro marido, John Dumbrille, no Zen Centre of Vancouver. Após o casamento, ela e John começaram a criar uma família de três filhos.
Meyrink e Dumbrille moram atualmente em Vancouver. Sua família foi tema de um episódio de 2004 da série de televisão canadense Quiet Mind, que se concentrou na adoção e prática do budismo zen.
Em 2013, Meyrink abriu sua própria escola de atuação chamada Actorium em Vancouver. Ela é inspirada, em parte, no Loft Studio, que ela frequentou com outros atores de Hollywood enquanto trabalhava em Los Angeles.

## Filmografia
| Ano  | Título                        | Papel             | Notas                                             |
| ---- | ----------------------------- | ----------------- | ------------------------------------------------- |
| 1983 | The Outsiders                 | Marcia            |                                                   |
| 1983 | Valley Girl                   | Suzi Brent        |                                                   |
| 1984 | Revenge of the Nerds          | Judy              |                                                   |
| 1984 | National Lampoon's Joy of Sex | Leslie Hindenberg |                                                   |
| 1984 | Family Ties                   | Jane              | Episódio: "Don't Kiss Me, I'm Only the Messenger" |
| 1985 | Real Genius                   | Jordan Cochran    |                                                   |
| 1985 | One Magic Christmas           | Betty             |                                                   |
| 1987 | Tonight's the Night           | Steffi            | Filme para televisão                              |
| 1987 | Nice Girls Don't Explode      | April Flowers     |                                                   |
| 1988 | Permanent Record              | M.G.              | (papel final em filme)                            |